# 練習曲 (電影)
《練習曲》是一齣由陳懷恩編劇、導演的台灣電影。劇情描述一位學生騎單車環台灣島一周的過程中所經歷的故事，並藉此紀錄臺灣的地方風俗、旅遊觀光、歷史故事與社會問題。
2007年4月上映後，片中對話「有些事現在不做，一輩子都不會做了」感動許多觀眾，同年暑假興起單車環島熱潮。
該片於2007年創下台灣電影最多播放戲院、最長放映期等多項紀錄。

## 剧情
为了避免日后后悔，或是再没有机会旅行，即将大学毕业的聽障學生明相向学校请假，骑上单车，开始以高雄为起点的单车旅行。明相的旅行线路正好是逆风向，一路上借宿、骑行，遇到了形形色色的人和事。
旅行的过程中，明相遇到了一群追梦的电影拍摄者；来自立陶宛的年轻女模特兒；即将退休的小学女教师；海边游玩的一家四口；一群讨生活的失業女工……在沿途陌生人的帮助下，明相最终完成了环岛的旅行，回到了家。
此片加入了許多真實的故事。如台大講師施舜晟救學生慘遭滅頂、太麻里的商店等。

## 電影原聲帶
練習曲於2007年10月發行原聲帶。收录了电影中的插曲、背景音乐。胡德夫的《太平洋的風》和光景消逝乐团的《eyes contact》均被收录在内。

## 外部連結
- Yahoo奇摩電影上《練習曲》的資料（繁體中文）
- 開眼電影網上《練習曲》的資料（繁體中文）
- 豆瓣电影上《練習曲》的資料 （简体中文）
- 时光网上《練習曲》的資料（简体中文）
- AllMovie上《練習曲》的资料（英文）
- 爛番茄上《練習曲》的資料（英文）
- 香港影庫上《練習曲》的資料（繁體中文）
- 互联网电影数据库（IMDb）上《練習曲》的资料（英文）